# Stella (Nebraska)
Stella je selo u američkoj saveznoj državi Nebraska. Prema popisu stanovništva iz 2010. u njemu je živjelo 152 stanovnika.